# Список умерших в 1917 году
В этой статье представлен список известных людей, умерших в 1917 году.
- См. также: Категория:Умершие в 1917 году

## Январь
- 8 января — Янис Розенталс (50) — один из первых профессиональных латышских художников, был в числе создателей латышской национальной школы живописи.
- 9 января — Герман Тобизен — дореволюционный российский деятель.
- 13 января — Антоний Реман (76) — польский учëный-географ, геоморфолог, путешественник.
- 14 января — Пётр Левченко 60) — украинский живописец-пейзажист, график, мастер интерьерных композиций.
- 16 января — Джордж Дьюи (79) — адмирал Военно-морских сил США, участник Испано-американской войны.
- 18 января — Филип Буало (53) — американский художник, портретист.
- 25 января — Василий Ошанин — выдающийся русский учёный, биолог-энтомолог, географ и путешественник.
- 26 января — Антонина Доманская — польская детская писательница.
- 26 января — Григорий Ольшанский (66) — русский прозаик, автор сатирических и сатирико-фантастических произведений.

## Февраль
- 10 февраля — Евгений Панчулидзев (63) — генерал-лейтенант, герой русско-турецкой войны 1877—1878 годов.
- 18 февраля — Михаил Алексеенко — юрист, профессор финансового права, общественный деятель.
- 19 февраля — Фредерик Фанстон (51) — генерал Армии США, известный участием в испано-американской и филиппино-американской войнах; сердечный приступ.
- 21 февраля — Алексей Звездич (55) — русский актёр, режиссёр, антрепренёр.
- 23 февраля — Сергей Харизоменов (62) — земский статистик.
- 25 февраля — Алексей Бутовский (78) — генерал Русской императорской армии.
- 25 февраля — Пармен Забелло (86) — известный русский скульптор.

## Март
- 1 марта — Александр Бутаков (55) — русский контр-адмирал, дворянин, сын адмирала Г. И. Бутакова.
- 3 марта — Аркадий Небольсин (51) — русский контр-адмирал.
- 8 марта — Николай Покровский (68) — российский археолог.
- 9 марта — Фёдор Фидлер (58) — переводчик, педагог и собиратель частного «литературного музея».
- 11 марта — Алексий (Шепелев) (76) — православный монах, дивный старец местночтимый святой УПЦ МП.
- 17 марта — Иосиф Нусбаум-Гиларович (57) — польский естествоиспытатель, зоолог, эволюционист и популяризатор идеи эволюции, профессор, доктор наук, основатель Львовской научной зоологической школы.

## Апрель
- 1 апреля — Скотт Джоплин (48) — американский композитор и пианист.
- 11 апреля — Герберт Уилсон — британский игрок в поло, чемпион летних Олимпийских игр 1908.
- 13 апреля — Александр Клоссовский — русский метеоролог, член-корреспондент Петербургской Академии Наук (1910).
- 14 апреля — Лазарь Заменгоф (57) — врач и лингвист, создатель языка эсперанто.
- 17 апреля — Пётр Карпович (42) — российский революционер, террорист, член РСДРП, убийца министра народного просвещения Боголепова.
- 18 апреля — Владимир Сербский (59) — российский психиатр, один из основоположников судебной психиатрии в России.
- 19 апреля — Илья Ефрон (69 или 70) — один из наиболее известных дореволюционных российских типографов и книгоиздателей.
- 19 апреля — Владимир Керниг (76) — российский терапевт, один из организаторов высшего женского медицинского образования в России.
- 24 апреля — Оскар Блюменталь — немецкий драматург, поэт и театральный критик, шахматист и шахматный композитор.

## Май
- 6 мая — Норт, Альфред Джон (61) — австралийский орнитолог.
- 9 мая — Иван Алчевский (40) — русский оперный певец.
- 14 мая — Сергей Фокин (51) — русский химик-органик и технолог.
- 25 мая — Максим Богданович (25) — белорусский поэт; туберкулёз.
- 30 мая — Юлюс Янонис (21) — литовский поэт и революционер; тяжело заболев туберкулёзом, покончил с собой, бросившись под поезд.

## Июнь
- 6 июня — Евграф Крутень (26) — российский военный лётчик, ас истребительной авиации Первой мировой войны, капитан. Основоположник тактики российской истребительной авиации.
- 8 июня — Богдан Ханенко (68) — русский промышленник.
- 11 июня — Семен Ярошенко (70) — российский математик, городской голова Одессы.
- 17 июня — Леонид Владимиров (71—72) — российский юрист, криминалист, профессор уголовного права, основатель первых в России курсов по обучению журналистов (1905).
- 22 июня — Евгений Бауэр — российский режиссёр немого кино.

## Июль
- 5 июля — Михаил Тригони — русский революционер, народник, член Исполнительного комитета "Народная воля", юрист, этнограф.
- 10 июля — Мориц Гернес (65) — австрийский историк первобытного общества, археолог, этнограф и культуролог.
- 29 июля — Иван Колев (53) — болгарский военачальник, генерал-лейтенант.

## Август
- 12 августа — Павел Гердт (72) — русский артист балета и педагог.
- 15 августа — Оскар Камионский (48) — русский оперный и камерный певец (лирический баритон) и музыкальный педагог.
- 19 августа — Клод Росс (24) — австралийский легкоатлет, выступавший в беге на короткие и средние дистанции.
- 24 августа — Алексей Матеевич (29) — молдавский поэт и переводчик.
- 25 августа — Фёдор Линде — российский революционер, комиссар Временного правительства.

## Сентябрь
- 19 сентября — Леон Даукша (51) — русский архитектор, мастер московского модерна.
- 19 сентября — Бернхард Уайз (59) — австралийский политик.
- 22 сентября — Игнат Буйницкий (56) — белорусский актёр, режиссёр, театральный деятель, основатель первого профессионального национального белорусского театра.
- 27 сентября — Эдгар Дега (83) — французский живописец, один из виднейших и оригинальнейших представителей импрессионистского движения.

## Октябрь
- 8 октября — Сергей Васильковский (63) — украинский и российский живописец-пейзажист.
- 11 октября — Николай Комстадиус (51) — русский генерал, командир Кирасирского Его Величества лейб-гвардии полка.
- 13 октября — Корнилий Сувчинский — русский политик, государственный и общественный деятель.
- 15 октября — Мата Хари (41) — исполнительница экзотических танцев, куртизанка; расстреляна за шпионаж в пользу Германской империи.
- 20 октября — Александр Стуарт — русский естествоиспытатель и общественный деятель, барон.
- 26 октября — Михаил Волконский (57) — русский писатель и драматург.
- 26 октября — Григорий Левицкий(64) — русский астроном.
- 30 октября — Вера Слуцкая (43) — русская социал-демократка, участница революционного движения в России.

## Ноябрь
- 1 ноября — Ольга Вевер (точный возраст неизвестен) — рабочая-швея, участница Октябрьского вооружённого восстания в Москве 1917 года; убита.
- 1 ноября — Люсик Лисинова (20) — большевистский агитатор, участница боёв в Москве в октябре-ноябре 1917 года; убита.
- 15 ноября — Эмиль Дюркгейм (59) — французский социолог и философ, основатель французской социологической школы и структурно-функционального анализа, считается одним из основоположников социологии как самостоятельной науки.
- 17 ноября — Огюст Роден (77) — знаменитый французский скульптор, один из основоположников импрессионизма в скульптуре.
- 30 ноября — Кита Абашидзе (47) — грузинский критик, публицист, общественный и политический деятель, член ОЗАКОМа; туберкулёз позвоночника.

## Декабрь
- 3 декабря — Николай Духонин (40) — русский военачальник, генерал-лейтенант.
- 5 декабря — Лаврентий Донской — выдающийся русский оперный певец (лирико-драматический тенор).
- 8 декабря — Менделе Мойхер-Сфорим (81) — выдающийся еврейский писатель, считается основоположником современной светской еврейской литературы на языке идиш.
- 11 декабря — Иван Горемыкин (78) — русский государственный деятель, председатель Совета министров Российской империи в 1906 и в 1914—1916, министр внутренних дел в 1895—1899; убит.
- 17 декабря — Бер Борохов (36) — еврейский политический деятель, идеолог рабочего сионизма, один из лидеров движения «Поалей Цион».
- 20 декабря — Эрик Кэмпбелл (38) — британский актёр-комик, ставший известным благодаря участию в короткометражных фильмах Чарли Чаплина; автокатастрофа.
- 20 декабря — Мак-Каббин, Фредерик (62) — австралийский художник.